# Didactique du droit
Une didactique du droit est une manière d'enseigner les pratiques et les sciences juridiques. Dans de nombreux pays, ces enseignements se font au sein d'écoles dédiées sous la forme d'un cursus d'études de droit. Il existe différentes méthodes pédagogiques : par exemple, en Allemagne, les disciples apprennent à rédiger des cas pratiques en suivant le Gutachtenstil, tandis que les facultés américaines utilisent la méthode des cas ou la méthode des recueils de jurisprudence. Une des questions didactiques majeures dans l'enseignement du droit est de savoir dans quelle mesure il est nécessaire de suivre la même formation pour apprendre les différents métiers du droit.

## Histoire
Les manières d'enseigner l'interprétation des normes et la pratique de la jurisprudence dans le monde ont été profondément influencées par le droit colonial appliqué par les empires européens à l'époque moderne.

## Approches

### Transsystémique
L'approche transsystémique est une approche en droit comparé et une approche à la formation juridique qui fait une synthèse épistémique de la common law et du droit civil dans une perspective bijuridique. Il s'agit également de l'approche officielle d'enseignement du droit de la Faculté de droit de l'Université McGill
Cette approche du droit a été beaucoup favorisée par les théoriciens du droit anglophones du Québec en tant que manière de repenser le droit dans un contexte de mondialisation et de pluralisme grandissants. Puisque le droit québécois est un droit mixte possédant deux traditions juridiques, le droit civil en droit privé et la common law en droit public, l'approche transsystémique permet de réfléchir concrètement sur la manière dont ces deux systèmes interagissent, voire entrent en collision. Selon les défenseurs les plus convaincus de l'approche transsysémtique, comme le professeur Harry W. Arthurs, en cette nouvelle ère de mondialisation, le droit serait désormais issu de la collision permanente entre les systèmes juridiques, hors de toute volonté souveraine du législateur, ce qui permet d'envisager le droit sous une perspective d'indétermination radicale.
L'approche transsystémique permet également de voir comment les concepts juridiques passent d'une culture juridique à une autre et se transforment par le fait même de leur passage. Cette théorisation du phénomène interculturel trouve également application dans le domaine de la traductologie ; par exemple, le théoricien du postcolonialisme Homi Bhabha utilise la notion de « traduction culturelle » pour décrire les processus interculturels de déplacement de concepts, de valeurs et d'idées qui engendrent le métissage culturel.
Dans un contexte plus large de droit canadien, l'approche transsystémique permet aussi d'analyser les similitudes et les différences entre le droit québécois et le droit des provinces de common law. Et puisque le gouvernement fédéral a adopté le bijuridisme dans la Loi d’harmonisation no 1 du droit fédéral avec le droit civil, il est désormais possible d'envisager le droit fédéral canadien sous l'angle de l'approche transsystémique.
Selon le professeur Pascal Ancel de l'Université du Luxembourg, il serait également loisible d'utiliser l'approche transsysémique dans un contexte européen, afin de dénationaliser l'enseignement du droit civil.

### Havruta
La méthode d'étude Havruta, également écrit chavruta ou chavrusa (en araméen: חַבְרוּתָא « amitié » ou « fraternité »), est une méthode rabbinique traditionnelle pour l'étude du Talmud babylonien. Elle consiste pour deux élèves à analyser, commenter et discuter ensemble un texte partagé. C'est une méthode d'apprentissage pratiquée entre camarades de classe, par des élèves ayant des connaissances et des compétences similaires, mais des garçons et des hommes la pratiquent aussi en dehors de l'école, au travail, à la maison et en vacances. Il est traditionnel d'apprendre le Talmud babylonien avec un compagnon,.